# Augustin Deleanu
Augustin Deleanu (23 de agosto de 1944 — 27 de março de 2014) foi um futebolista romeno.
Defendeu entre 1969 e 1976 o FC Dinamo București onde também se tornaria dirigente. Competiu na Copa do Mundo de 1970.